# تلستریون

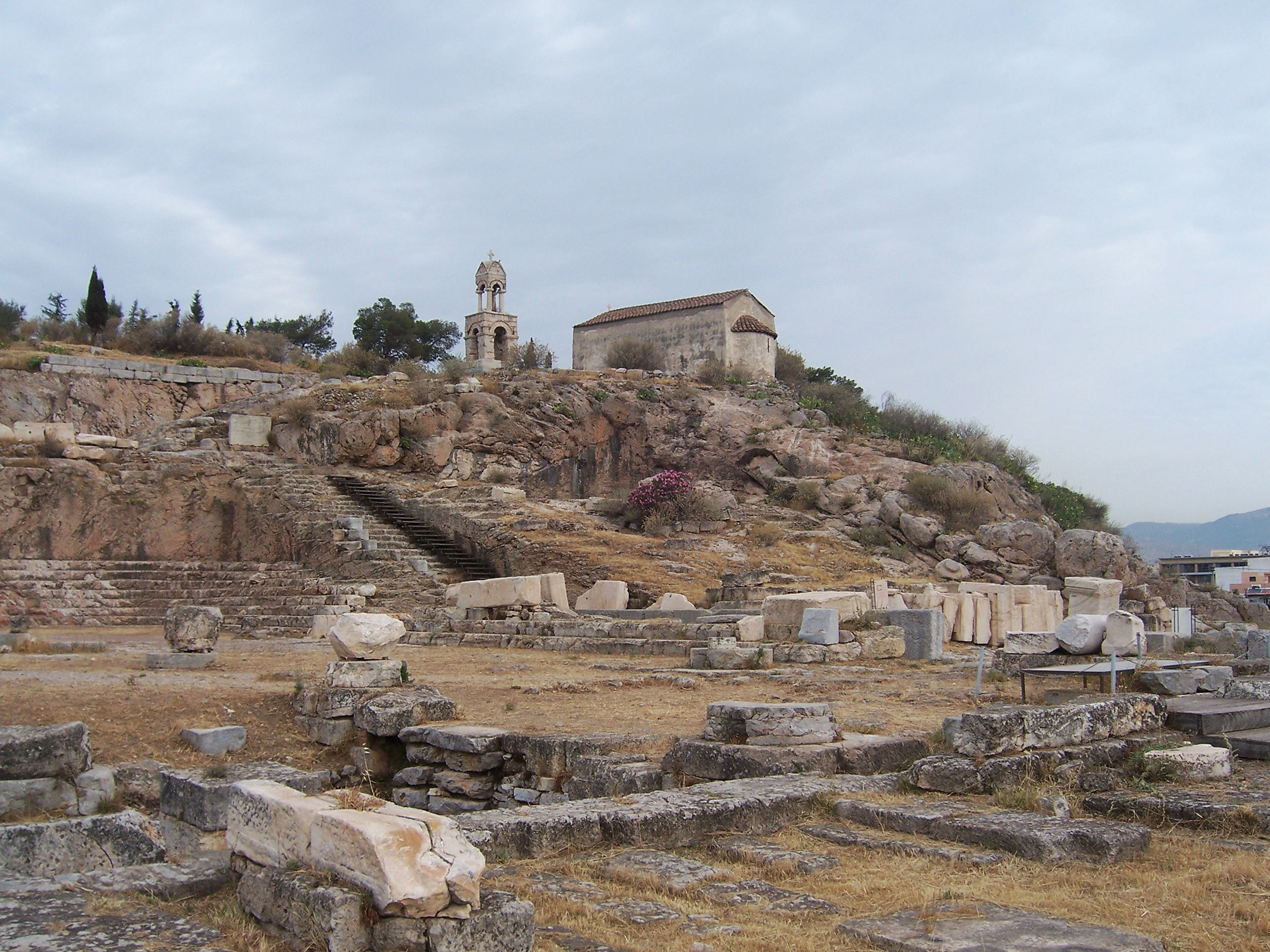
نمای دیگری از تلستریون (تالار آغاز)، مرکز اسرار الئوسی در الوزیس

تلستریون (انگلیسی: Telesterion) تالار و جایگاه مقدس بزرگی در الوزیس، یکی از مراکز اولیه ااسرار الئوسی بود.